# Trifurcula barbertonensis
Trifurcula barbertonensis is een vlinder uit de familie dwergmineermotten (Nepticulidae). De wetenschappelijke naam van deze soort is voor het eerst geldig gepubliceerd in 1980 door Scoble.
De soort komt voor in tropisch Afrika.